# جو گایجنز
جو گایجنز (انگلیسی: Joe Gaetjens; ۱۹ مارس ۱۹۲۴ – ۱۰ ژوئیهٔ ۱۹۶۴) بازیکن فوتبال اهل هائیتی-ایالات متحده آمریکا بود.
از باشگاه‌هایی که در آن بازی کرده‌است می‌توان به باشگاه فوتبال راسینگ فرانسه اشاره کرد.
وی همچنین در تیم‌های ملی فوتبال هائیتی و ایالات متحده آمریکا بازی کرده‌است.